# Certe piccole voci
Certe piccole voci è il primo album dal vivo di Fiorella Mannoia, prodotto e arrangiato da Piero Fabrizi, pubblicato il 14 gennaio 1999 per la Harpo (Catalogo: HRP 491852) e distribuito dalla Sony Music Entertainment.

## Il disco
Certe piccole voci è stato registrato live tra marzo ed aprile 1998 durante le tappe del tour teatrale di Milano, Napoli, Pescara, Riccione e Chiavari. L'unico brano contenuto nell'album che non è stato eseguito live, ma inciso in studio è L'amore con l'amore si paga. L'album contiene anche quattro brani registrati precedentemente, tra l'inverno 1992 e l'estate 1995, si tratta di Passalento, La stagione dell'amore, I muscoli del capitano e Ninetto e la colonia. Da questo album è stato tratto anche il DVD omonimo.

## Tracce

### Disco 1
1. L'amore con l'amore si paga (in studio) – 4:28 (Ivano Fossati; edizioni musicali Il Volatore)
2. Sally – 5:26 (testo: Vasco Rossi – musica: Tullio Ferro e Vasco Rossi; edizioni musicali EMI Publishing Italy, Bollicine, Star)
3. I treni a vapore – 5:44 (Ivano Fossati; edizioni musicali Il Volatore, Il Ponte)
4. Il fiume e la nebbia – 5:28 (Daniele Silvestri; edizioni musicali Brachetto, Il Ponte)
5. Non sono un cantautore – 4:31 (Piero Fabrizi; edizioni musicali Il Ponte)
6. Cuore di cane – 6:31 (Francesco De Gregori; edizioni musicali Serraglio)
7. Normandia – 3:51 (Piero Fabrizi; edizioni musicali Il Ponte)
8. Belle speranze – 5:50 (Piero Fabrizi; edizioni musicali Il Ponte)
9. Piano solo – 1:55 (Danilo Rea; edizioni musicali Il Ponte)
10. Oh che sarà (Oh que sera) – 3:40 (Chico Buarque e Ivano Fossati; edizioni musicali Maracanà)
11. Il culo del mondo – 3:42 (Piero Fabrizi, Anna Lamberti Bocconi e Caetano Veloso; edizioni musicali BMG)
12. Caterina e il coraggio – 5:16 (Piero Fabrizi; edizioni musicali Il Ponte)
13. Passalento – 4:08 (Ivano Fossati; edizioni musicali Il Volatore)

Durata totale: 60:30

### Disco 2
1. Le notti di maggio – 4:17 (Ivano Fossati; edizioni musicali Il Volatore, BMG, Sony Music Publishing)
2. Sorvolando Eilat – 4:12 (testo: Mogol – musica: Piero Fabrizi; edizioni musicali La Bussola, L'Altra Metà, Ariston, Farfalla)
3. Lunaspina – 4:31 (Ivano Fossati; edizioni musicali Il Volatore, Il Ponte, Sony Music Publishing)
4. La stagione dell'amore – 4:06 (Franco Battiato; edizioni musicali EMI Music Publishing Italia)
5. Il tempo non torna più – 4:30 (testo: Enrico Ruggeri – musica: Piero Fabrizi; edizioni musicali Il Ponte, BMG, Penelope)
6. I dubbi dell'amore – 4:20 (Enrico Ruggeri e Luigi Schiavone; edizioni musicali BMG, Penelope)
7. I muscoli del capitano – 4:39 (Francesco De Gregori; edizioni musicali BMG, Serraglio)
8. Ninetto e la colonia – 4:05 (Francesco De Gregori; edizioni musicali BMG)
9. Il cielo d'Irlanda – 4:51 (Massimo Bubola; edizioni musicali EMI Music Publishing Italia, Il Ponte)
10. Crazy Boy – 4:30 (testo: Samuele Bersani – musica: Piero Fabrizi; edizioni musicali Il Ponte, Pressing)
11. Quello che le donne non dicono – 4:27 (Enrico Ruggeri e Luigi Schiavone; edizioni musicali BMG, Penelope)
12. Ascolta l'infinito – 6:30 (testo: Enrico Ruggeri – musica: Piero Fabrizi; edizioni musicali Il Ponte, Penelope, Sony Music Publishing)

Durata totale: 54:58
Durata totale: 1 h : 55 min : 28 s

## Musicisti
- Fiorella Mannoia - voce
- Piero Fabrizi - chitarra acustica ed elettrica, cori
- Elio Rivagli - batteria e percussioni
- Pier Michelatti - basso, cori
- Lucio Bardi - chitarra acustica, mandolino
- Giovanni Boscariol - organo Hammond, tastiera, fisarmonica e cori
- Danilo Rea - pianoforte, tastiera e fisarmonica
- Claudio Pascoli - sax soprano, sax tenore, flauto e tastiera

## Classifiche
| Paese  | Posizione raggiunta |
| ------ | ------------------- |
| Italia | 3                   |

### Classifica di fine anno
| Anno | Paese  | Posizione |
| ---- | ------ | --------- |
| 1999 | Italia | 23        |

## Successo commerciale
Certe piccole voci raggiunge la terza posizione nella classifica italiana, divenendo il 23º disco più venduto nel 1999. Viene certificato doppio disco di platino con oltre 200 000 copie vendute.